# 2,4,6-トリブロモフェノール
2,4,6-トリブロモフェノール(2,4,6-Tribromophenol, TBP)は、フェノールの臭素化誘導体である。殺菌剤、木材保存剤、難燃剤生成の中間体として用いられる。

## 生成
天然では、海洋堆積物中に海洋動物相の代謝物として見つかっているが、工業的にも生産されている。2001年の生産量は、日本で2500トン/年、世界全体で9500トン/年と推定されている。臭素とフェノールを制御して反応させる。

## 利用
最も多い用途は、臭素化エポキシ樹脂等の難燃剤の製造の中間体である。水酸化ナトリウムと反応させてナトリウム塩にしたものが、殺菌剤や木材保存剤にも使われる。

### ビスマス塩
ビスマス塩は、Xeroformドレッシングの活性成分として用いられる。

## 代謝
TBPで処理した製品が微生物によって代謝されることで、かび臭を持つ2,4,6-トリブロモアニソール(TBA)が産生されることが知られている。2010年と2011年に、ファイザーとジョンソン・エンド・ジョンソンは、TBPで処理した木製パレットのTBA臭のため、製品を自主回収した。